# Maria (gruppo musicale)
Maria è il nome di gruppo J-pop femminile composto da sei membri facente parte della casa discografica Sony Music Japan. Hanno pubblicato il loro primo singolo l'8 marzo 2006 intitolato "Chiisa na Uta". Questa canzone è stata usata come terza sigla iniziale dell'anime Yakitate!! Japan, mentre la canzone "Tsubomi" è stata utilizzata nel terzo lungometraggio dell'anime Naruto.

## Formazione
| Membri  | Strumenti                    |
| ------- | ---------------------------- |
| Maiko   | Vocale e Basso               |
| Aika    | Vocale e Basso               |
| Reina   | Tastiera e Violino elettrica |
| Tattsu  | Batteria                     |
| Ayuka   | Chitarra elettrica           |
| Sacchin | Chitarra elettrica           |

## Discografia

### Singoli
- 小さな詩 (Chiisana Uta), pubblicato l'8 marzo 2006, 3° sigla iniziale di Yakitate!! Japan
- つぼみ (Tsubomi), pubblicato il 26 luglio 2006, sigla del 3° film di Naruto
- HEART☆BEAT, pubblicato il 21 febbraio 2007, 1° sigla iniziale di Deltora Quest
- ゆらり桜空・・・(ユラリオウゾラ), verrà pubblicato il 6 febbraio 2008

### Album
- You Go!～We are MARIA～ (pubblicato il 20 giugno 2007)
  1. 夏えがお
  2. MABUDACHI
  3. 小さな詩
  4. あなたに･･･
  5. HEY*2♪ブン*2♪
  6. つぼみ
  7. h@ッちゃけ
  8. キラリ夏
  9. JUMP
  10. watch me
  11. HEART☆BEAT
  12. いちばん星